# Агапитов, Владимир Васильевич
Владимир Васильевич Агапитов (род. 1946) — деятель российского ВМФ, контр-адмирал, ветеран подразделений особого риска.

## Биография
Родился в селе Алёховщина близ Ленинграда.
Окончил ВВМУ им. М. В. Фрунзе (1969). Окончил высшие специальные офицерские классы ВМФ (1976) и Военно-морскую академию (1984).
Служил на подводных лодках Северного флота (с 1969). Командир атомной подводной лодки (с 1984). Участвовал в десяти дальних походах в Атлантический и Северный Ледовитый океаны. Командир бригады подводных лодок (с 1991), заместитель командующего Северным флотом. Заместитель начальника Северо-Западного регионального центра Министерства по чрезвычайным ситуациям России в Петербурге (с 1995). В запасе (с 1997).
Награды: ордена За службу Родине в ВС СССР, За личное мужество.